# دار سودان (الرضمة)

تعديل مصدري - تعديل

دار سودان هي إحدى قرى عزلة سودان بمديرية الرضمة التابعة لمحافظة إب، بلغ تعداد سكانها 765 نسمة حسب تعداد اليمن لعام 2004.